# Relais 4 × 100 mètres féminin aux championnats du monde d'athlétisme 2022
Pour des articles plus généraux, voir Championnats du monde d'athlétisme 2022 et Relais 4 × 100 mètres aux championnats du monde d'athlétisme.
Navigation
Doha 2019 Budapest 2023
L'épreuve du relais 4 × 100 mètres féminin des championnats du monde de 2022 se déroule les 22 et 23 juillet 2022 au sein du stade Hayward Field à Eugene, aux États-Unis.

## Engagées
| - Suisse - Royaume-Uni - États-Unis - Allemagne - Canada - Italie - Nigeria - Espagne | - Pays-Bas - Pologne - Irlande - Danemark - Équateur - Jamaïque - Chine - Japon |

## Résultats

### Finale
| Rang               | Couloir | Pays        | Athlètes                                                                           | Temps | Notes |
| ------------------ | ------- | ----------- | ---------------------------------------------------------------------------------- | ----- | ----- |
| Médaille d'or      | 3       | États-Unis  | Melissa Jefferson, Abby Steiner, Jenna Prandini, Twanisha Terry                    | 41.14 | WL    |
| Médaille d'argent  | 5       | Jamaïque    | Kemba Nelson, Elaine Thompson-Herah, Shelly-Ann Fraser-Pryce, Shericka Jackson     | 41.18 | SB    |
| Médaille de bronze | 7       | Allemagne   | Tatjana Pinto, Alexandra Burghardt, Gina Lückenkemper, Rebekka Haase               | 42.03 | SB    |
| 4                  | 8       | Nigeria     | Joy Chinenye Udo-Gabriel, Favour Ofili, Rosemary Chukwuma, Nzubechi Grace Nwokocha | 42.22 | AR    |
| 5                  | 4       | Espagne     | Sonia Molina-Prados, Jaël Bestué, Paula Sevilla, Maria Isabel Pérez                | 42.58 | NR    |
| 6                  | 6       | Royaume-Uni | Asha Philip, Imani Lansiquot, Dina Asher-Smith, Daryll Neita                       | 42.75 |       |
| 7                  | 1       | Suisse      | Géraldine Frey, Mujinga Kambundji, Salomé Kora, Ajla del Ponte                     | 42.81 |       |
| 8                  | 2       | Italie      | Zaynab Dosso, Dalia Kaddari, Anna Bongiorni, Vittoria Fontana                      | 42.92 |       |

### Séries
Les 3 premières de chaque série (Q) et les 2 meilleurs temps (q) se qualifient pour la finale
| Rang | Séreie | Couloir | Pays        | Athlètes                                                                           | Temps | Notes |
| ---- | ------ | ------- | ----------- | ---------------------------------------------------------------------------------- | ----- | ----- |
| 1    | 2      | 2       | États-Unis  | Melissa Jefferson, Aleia Hobbs, Jenna Prandini, Twanisha Terry                     | 41.56 | Q, WL |
| 2    | 1      | 4       | Royaume-Uni | Asha Philip, Imani Lansiquot, Ashleigh Nelson, Daryll Neita                        | 41.99 | Q     |
| 3    | 1      | 8       | Jamaïque    | Briana Williams, Natalliah Whyte, Remona Burchell, Kemba Nelson                    | 42.37 | Q, SB |
| 4    | 1      | 3       | Allemagne   | Tatjana Pinto, Alexandra Burghardt, Gina Lückenkemper, Rebekka Haase               | 42.44 | Q, SB |
| 5    | 2      | 8       | Espagne     | Sonia Molina-Prados, Jaël Bestué, Paula Sevilla, Maria Isabel Pérez                | 42.61 | Q, NR |
| 6    | 2      | 1       | Nigeria     | Joy Chinenye Udo-Gabriel, Favour Ofili, Rosemary Chukwuma, Nzubechi Grace Nwokocha | 42.68 | Q, SB |
| 7    | 2      | 4       | Italie      | Zaynab Dosso, Dalia Kaddari, Anna Bongiorni, Vittoria Fontana                      | 42.71 | q, NR |
| 8    | 2      | 7       | Suisse      | Géraldine Frey, Sarah Atcho, Salomé Kora, Ajla del Ponte                           | 42.73 | q     |
| 9    | 1      | 7       | Chine       | Li He, Ge Manqi, Wei Yongli, Liang Xiaojing                                        | 42.93 | SB    |
| 10   | 1      | 1       | Canada      | Crystal Emmanuel, Khamica Bingham, Jacqueline Madogo, Leya Buchanan                | 43.09 |       |
| 11   | 1      | 6       | Pologne     | Magdalena Stefanowicz, Martyna Kotwila, Marika Popowicz-Drapala, Ewa Swoboda       | 43.19 | SB    |
| 12   | 1      | 5       | Japon       | Masumi Aoki, Arisa Kimishima, Mei Kodama, Midori Mikase                            | 43.33 | NR    |
| 13   | 2      | 5       | Pays-Bas    | Andrea Bouma, Zoë Sedney, Minke Bisschops, Naomi Sedney                            | 43.46 |       |
| 13   | 2      | 6       | Danemark    | Mette Graversgaard, Mathilde Kramer, Astrid Glenner-Frandsen, Ida Karstoft         | 43.46 | NR    |
| 15   | 2      | 3       | Équateur    | Yuliana Angulo, Gabriela Anahi Suarez, Nicole Caicedo, Nicole Jazmine Chala        | 44.17 | SB    |
| 16   | 1      | 2       | Irlande     | Joan Healy, Adeyemi Talabi, Lauren Roy, Sarah Leahy                                | 44.48 |       |

## Légende
Records et Performances
- AR : Record continental (area record)
- CR : Record des championnats (championship record)
- MR : Record du meeting (meet record)
- NR : Record national (national record)
- OR : Record olympique (olympic record)
- PR : Record paralympique (paralympic record)
- PB : Record personnel (personal best)
- SB : Meilleure performance personnelle de la saison (season's best)
- WL : Meilleure performance mondiale de l'année (world leader)
- WJR : Record du monde junior (world junior record)
- WR : Record du monde (world record)

Circonstances et Conditions
- DNF : N'a pas terminé (did not finish)
- DNS : N'a pas pris le départ (did not start)
- DQ : Disqualification (disqualification)
- NM : Aucun essai valable enregistré (No Mark)
- Q : Qualifié « directement » au prochain tour (ou à la prochaine compétition), lors d'une compétition majeure, grâce au classement ou à la réalisation des minima (automatic qualifier)
- q : Qualifié au prochain tour (ou à la prochaine compétition), lors d'une compétition majeure, grâce au repêchage ou à la réalisation de l'une des meilleures performances parmi celles des « non qualifiés directement » (grâce au meilleur temps ou à la meilleure distance par exemple) (secondary qualifier)